# Manius Tullius Longus
Manius Tullius Longus ist eine Figur der frühen Römischen Republik und ist als Konsul des Jahres 500 v. Chr. gemeinsam mit Servius Sulpicius Camerinus Cornutus verzeichnet. Er ist der einzige patrizische Vertreter der gens Tullia. Sein Praenomen wird auch falsch mit Marcus (abgekürzt M.) wiedergegeben.
Dionysios von Halikarnassos berichtet, dass Tullius Longus während seines Konsulats gegen die Stadt Fidenae in den Krieg gezogen und gegen Ende seines Amtsjahres bei der Pompa, die die Ludi Romani eröffneten, tödlich verunglückt sei. Dies ist jedoch eine spätere Erfindung, die besonders von seinem vermeintlichen Nachkommen Marcus Tullius Cicero aufgenommen wurde – insbesondere zur Illustration seines Prozesses gegen Catilina 63 v. Chr. Trotz dieser Interpolation beurteilt Friedrich Münzer die Existenz eines historischen Konsuls um 500 v. Chr. mit dem Gentilnamen Tullius als historisch.